# Finale della FIFA Confederations Cup 2017
La finale della FIFA Confederations Cup 2017 si disputò il 2 luglio 2017 nello stadio Krestovskij di San Pietroburgo, in Russia, tra le nazionali di Cile e Germania; quest'ultima, vincendo per 1-0, si aggiudicò il trofeo per la prima volta.

## Il cammino verso la finale
La Germania si qualificò per il torneo grazie alla vittoria dei Mondiali in Brasile, avvenuta il 13 luglio 2014. Il Cile debuttò invece nella manifestazione per effetto del successo in Copa América, verificatosi il 5 luglio 2015. Le due squadre furono inserite nel girone B dal sorteggio, con Australia e Camerun a completare il gruppo.
Lo scontro diretto ebbe luogo al secondo turno e finì 1-1, portando entrambe le formazioni a 4 punti. La Mannschaft (che aveva esordito imponendosi per 3-2 sull'Australia) sconfisse quindi gli africani 3-1, chiudendo al comando il girone; la Roja, vittoriosa per 2-0 sui Leoni al debutto, strappò il secondo posto pareggiando 1-1 con i Cangaroos.
In semifinale i sudamericani piegarono ai rigori il Portogallo campione d'Europa. La Germania si sbarazzò invece del Messico con un netto 4-1, così che la finale risultasse una «rivincita».

## La partita
L'inizio fu di marca cilena: la squadra sudamericana impegnò severamente ter Stegen in più occasioni. Una conclusione di Vidal da fuori area costrinse il portiere teutonico ad una respinta corta, della quale l'attaccante Sánchez non approfittò da pochi passi. Retto l'assalto, i campioni del mondo passarono in vantaggio al primo errore avversario: Marcelo Díaz fallì un dribbling al limite della propria area, con Werner che gli sottrasse il pallone servendo poi a Stindl - libero in area- l'assist per un facile gol. La rete mutò gli equilibri della partita, con i tedeschi che si spinsero all'attacco in cerca del raddoppio: l'estremo difensore cileno, Claudio Bravo (già protagonista della semifinale con il Portogallo), compì quattro interventi decisivi su Goretzka e Draxler.
Al 65' Jara sferrò una gomitata al volto di Werner, ma l'arbitro Mažić - dopo il consulto del VAR - si limitò ad ammonirlo. Il Cile andò vicino al pareggio, ma Ter Stegen riuscì a negare il gol a più riprese. L'occasione più clamorosa capitò all'appena entrato Sagal, che a 5' dal termine, mancò la rete a porta sguarnita. All'ultimo minuto di recupero, una punizione di Sánchez non sorprese il portiere tedesco; la Germania vinse l'incontro, conquistando per la prima volta nella sua storia la Confederations Cup.

## Tabellino
| Arbitro: | Milorad Mažić |

| |              | |
| | Marcatori    | 20’ Stindl |
| · 90’ Bravo (c) · Isla · Medel · 65’ Jara · Beausejour · 53’ M. Díaz · 81’ Aránguiz · P. Hernández · 59’ Vidal · 75’ 81’ Vargas · A. Sánchez | Formazioni   | · t. Stegen · Ginter · Rüdiger · Mustafi · Kimmich 59’ · Goretzka 90+2’ · Rudy 90+2’ · Hector · Stindl · Draxler (c) · Werner 79’ |
| · 53’ Valencia · 81’ Puch · 81’ Sagal | Sostituzioni | · Emre Can 79’ 90’ · Niklas Süle 90+2’                                                                                            |
| Juan Antonio Pizzi | Allenatori   | Joachim Löw |